# Žilinská kotlina

Žilinská kotlina (b15)

Žilinská kotlina je mezihorská tektonická deprese nepravidelného tvaru, která patří do povážské soustavy kotlin ve Fatransko-tatranské oblasti.

## Poloha
Žilinská kotlina se nachází na severozápadním Slovensku, mezi horskými hřbety pohoří Malá Fatra, Strážovské vrchy, Súľovské vrchy, Javorníky a Kysucká vrchovina.

## Geologie
Horninové podloží je pokryto písečnými a štěrkovými nánosy Váhu a jeho přítoků, dále také pokryvy spraší a sprašových hlín. Okolo řek Váh, Rajčanka, Varínka a Kysuca se vytvořily široké pásy říčních niv a nízkých teras s rovinatým povrchem. Pod úpatím pohoří Malá Fatra se nalézá soustava náplavových kuželů. Častým jevem jsou zde sesuvy půdy.

## Flóra a fauna
Rostlinstvo představují některé teplomilné, acidofilní a vzácné horské druhy, na podmáčených a sesouvajících se půdách roste vlhkomilná vegetace. Z původních lesů se zde zachovala jen malá část. V kotlině žije vícero vzácných a ohrožených druhů živočichů.

## Osídlení
Žilinská kotlina je hustě osídlena už od doby kamenné. V severní části Varínskeho podolia se zachovalo kopaničářské osídlení. Kotlina je důležitým dopravním uzlem, kterým procházejí dopravní komunikace nadregionálního významu. Největším sídlem kotliny je krajské město Žilina, podle něhož nese kotlina své jméno.

## Turistický ruch
Území má velký význam z hlediska cestovního ruchu, protože je východištěm do okolních pohoří.